# Haindorf (Schmalkalden)
Das Dorf Haindorf ist ein Stadtteil der Hochschulstadt Schmalkalden im Landkreis Schmalkalden-Meiningen und liegt im unteren Schmalkaldetal in Thüringen. Heute leben im Ort etwa 290 Menschen. Bedeutend ist die ehemalige Wallfahrtskirche, mit deren Bau 1444 begonnen wurde.

## Geschichte
Haindorf wurde 1335 erstmals urkundlich erwähnt. Durch die Jahrhunderte war der Ort landwirtschaftlich dominiert. Die einstige Wallfahrtskirche wird seit der Reformation als Gemeindekirche für die Orte Haindorf und Mittelschmalkalden sowie über große Zeiträume für Aue und Volkers genutzt. Der Ort gehörte zum Amt Schmalkalden der hessischen Herrschaft Schmalkalden.
Heute ist Haindorf ein Stadtteil der Stadt Schmalkalden. Seine Eigenständigkeit verlor es am 1. Juli 1950, als es zusammen mit Aue nach Mittelschmalkalden eingemeindet wurde. Am 1. Juni 1994 wurde Mittelschmalkalden in die Stadt Schmalkalden eingegliedert. Ein weiterer wichtiger Teil Haindorfs ist die etwas weiter abgelegene „Hohe Tanne“ (auch „Haus Hohe Tanne“), welche während des Zweiten Weltkrieges und noch bis in die Wendezeit hinein ein Domizil für Menschen mit Handicaps, Luft- und Atembeschwerden und weiteren lebensbeeinträchtigten Problemen war.